# سيلا (مسلسل)
سيلا  (بالتركية: Sıla) هو مسلسل تم إنتاجه في تركيا . بدأ عرضه في سنة 2006 .كما بلغ عدد حلقاته 170 حلقة، ومن بطولة جانسو ديري و محمد عاكف الأكورت وعدد من الفنانين الآخرين.

## القصة
تدور أحداث المسلسل حول الفتاة سيلا التي يضطر والديها إلى بيعيها إلى رجل أعمال غني من اسنطنبول وبعد مرور السنين يقع شقيقها في قصة حب مع شقيقة الأغا جودت وينوى الهروب سويا لاتمام زواجهما لكن لسوء الحظ يعرف الاغا جودت وحيث ان العادات والتقاليد الصارمة للقبيلة تقرر أن يقتلا سويا أو ان يتزوج الأغا من شقيقة زياد فيضطر والد سيلا الحقيقي دعوتها للبلدة ويزوجها غصبا الأغا بقيت سيلا سجينه مدينة مردين حولت الهروب كثير لكن محاولتها بائت بالفشل كما ان صديقها حاول مساعدتها في الهروب في ظل محاولتها للهروب بدأت حبها للاغا وتدور الاحداث وصراع بين أبناء العمومة وبين العشيرة والعادات

## روابط خارجية
- سيلا على موقع IMDb (الإنجليزية)
- سيلا على موقع كينوبويسك (الروسية)
- سيلا على موقع ألو سيني (الفرنسية)
- سيلا على موقع قاعدة بيانات الفيلم (الإنجليزية)